# Гальвас, Генрих Генрихович
Ге́нрих Ге́нрихович Гальва́с (14 мая 1853 — 1918) — российский землевладелец, член Государственной думы III созыва от Таврической губернии, октябрист.

## Биография

### До избрания в парламент
Родился 14 мая 1853 года в семье немецкого происхождения. Исповедовал лютеранство, принадлежал к сословию поселян-колонистов (поселян-собственников).
Закончил четырёхклассное русско-немецкое училище в немецкой колонии Сарата Бессарабской губернии. После окончания училища некоторое время служил сельским учителем, позже, с 1873 по 1889 год — сельским писарем. В 1889—1893 годах занимал пост сельского старосты, в 1894—1897 годах — председателя Тотанайского волостного суда Перекопского уезда. В 1891—1897 годах входил в состав попечительного совета Нейзацкого центрального училища Симферопольского уезда.
Был женат. Занимался земледелием, владел земельным участком площадью 248 десятин.

### Деятельность в парламенте

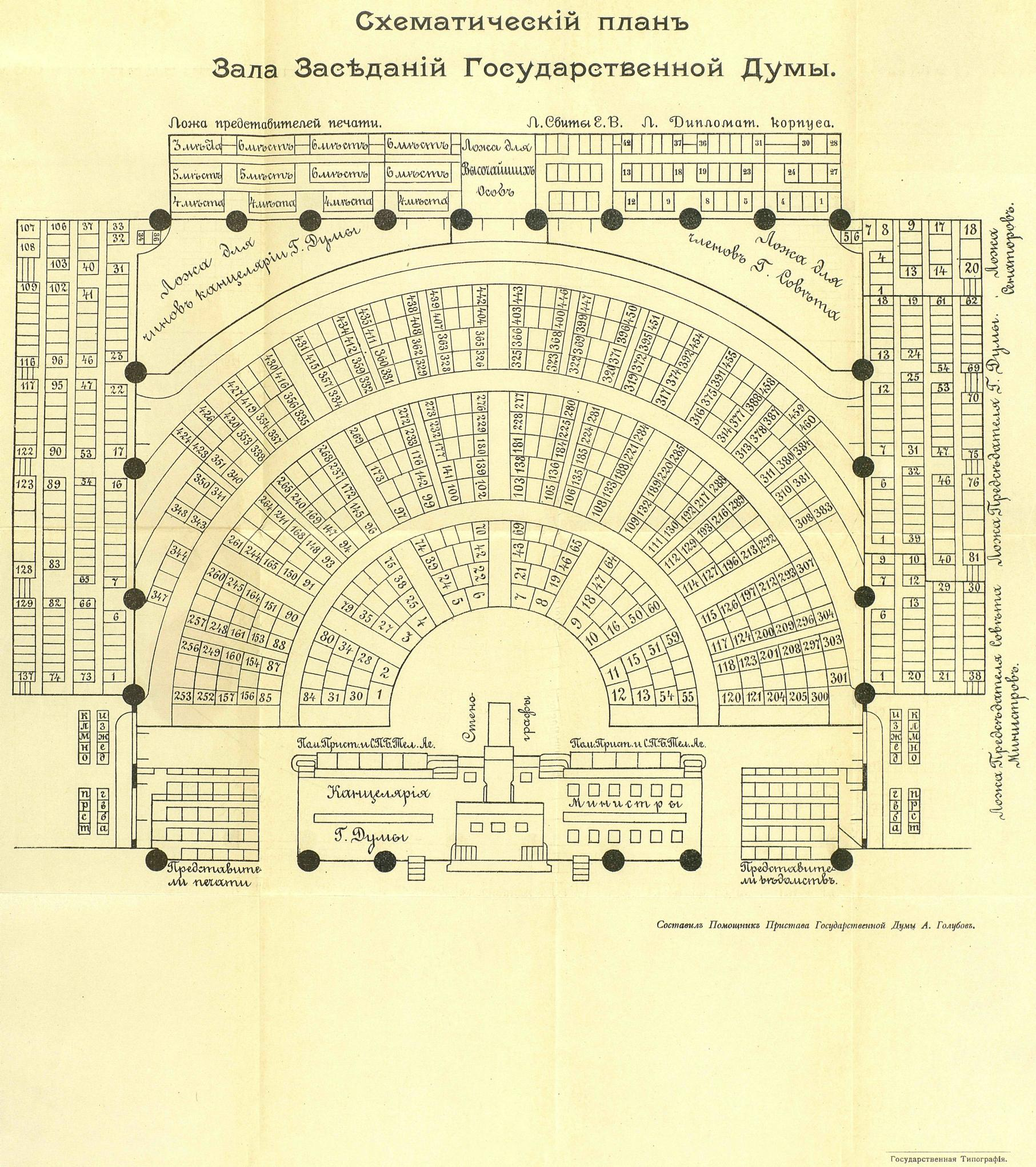
Схематический план зала заседаний Государственной думы Российской империи. За Г. Гальвасом было закреплено кресло № 437.

14 октября 1907 года был избран в Государственною думу III созыва от съезда уполномоченных от волостей Таврической губернии. В парламенте присоединился к фракции «Союза 17 октября», состоял членом нескольких комиссий: по переселенческому делу, по вероисповедным вопросам, о торговле и промышленности, для рассмотрения законодательного предложения об упорядочении вывозной хлебной торговли за границу. Подписал законопроекты: «Об изменении земского избирательного закона», «О предоставлении воспитанникам учебных заведений Прибалтийского края права держать часть экзаменов на немецком языке».
В зале заседаний Государственной думы в Таврическом дворце за депутатом было закреплено кресло № 437 (см. схематический план зала заседаний). Во время пребывания в Санкт-Петербурге Гальвас проживал в гостинице «Эрмитаж» на углу Знаменской улицы и Невского проспекта, за пределами столицы — в селе Курман-Кемельчи Александровской волости и деревне Борлак Тотанайской волости.
По состоянию на 1910 год депутат также занимал должности члена и заступающего председателя Перекопской уездной земской управы, а также члена церковного совета в Нейманском приходе.

### Дальнейшая судьба
Генрих Гальвас скончался в 1918 году.